# Carlos López de Silanes
Carlos López de Silanes Molina (* 18. April 1970 in Mexiko-Stadt) ist ein ehemaliger mexikanischer Fußballspieler auf der Position eines Verteidigers, der später auch als Fußballtrainer tätig war.

## Laufbahn

### Spieler
Carlos López begann seine fußballerische Laufbahn in der Liga Española de Fútbol, einer Amateurliga im Großraum von Mexiko-Stadt, wo er für eine Mannschaft namens Athletic de Bilbao spielte.
1990 erhielt er seinen ersten Profivertrag beim damals noch in der mexikanischen Hauptstadt beheimateten Club Necaxa, bei dem er bis 1995 unter Vertrag stand und mit dem er in seiner letzten Saison 1994/95 die mexikanische Fußballmeisterschaft gewann. Während seiner Zeit bei den Necaxistas wurde López auch in die mexikanische U-23-Auswahl berufen und nahm am Fußballturnier der olympischen Sommerspiele 1992 teil.
Nach seinem Weggang von Necaxa hatte López nur noch einjährige Stationen und bei einigen von ihnen kam er kaum zum Einsatz.

### Trainer
Nach seiner aktiven Laufbahn begann López eine Trainertätigkeit und war unter anderem beim Club América sowie dessen Farmteams CD Zacatepec und Socio Águila als Assistenztrainer tätig. Von August 2016 bis Januar 2017 übte er bei seinem ehemaligen Verein Necaxa das Amt des Sportdirektors aus.

## Erfolge
- Mexikanischer Meister: 1994/95